# Hypothyris latefasciata
Hypothyris latefasciata är en fjärilsart som beskrevs av Richard Haensch 1905. Hypothyris latefasciata ingår i släktet Hypothyris och familjen praktfjärilar. Inga underarter finns listade i Catalogue of Life.